# Collinsia tianschanica
Collinsia tianschanica là một loài nhện trong họ Linyphiidae.
Loài này thuộc chi Collinsia. Collinsia tianschanica được Andrei V. Tanasevitch miêu tả năm 1989.